# Kościół Xizhimen
Kościół Xizhimen (西直门天主堂), oficjalnie Kościół katolicki NMP z Góry Karmel (圣母圣衣堂), potocznie zwany Xitang (西堂, dosł. Kościół Zachodni) – kościół katolicki znajdujący się przy ulicy Xizhimen Neijie w Pekinie. 
Kościół został zbudowany w stylu neogotyckim. Wewnątrz znajdują się kolumny zwieńczone łukami przechodzącymi w sklepienia krzyżowo-żebrowe. Tuż przy kościele wznosi się fabryka leków, której budynek częściowo zasłania widok na świątynię z ulicy.

## Historia
Jest to najmłodszy z czterech głównych katolickich kościołów w mieście, został wzniesiony w 1723 roku przez włoskiego lazarystę Teodorico Pedriniego. Był to pierwszy niejezuicki kościół w mieście. Po śmierci Pedriniego kościół należał do karmelitów, a następnie do augustianów. 
Zburzony w 1811 roku, w okresie prześladowań chrześcijan, został odbudowany w 1867 roku. Ponownie zburzony podczas powstania bokserów w 1900 roku, został odbudowany w obecnej formie w 1912 roku. W 1958 roku kościół zamknięto. Jego budynek w następnych latach służył jako hala fabryczna; w tym czasie rozebrano również kościelną dzwonnicę. 
Ponowne otwarcie świątyni nastąpiło w 1994 roku. W 2007 roku odbudowana została dzwonnica.